# Concerto pour violoncelle

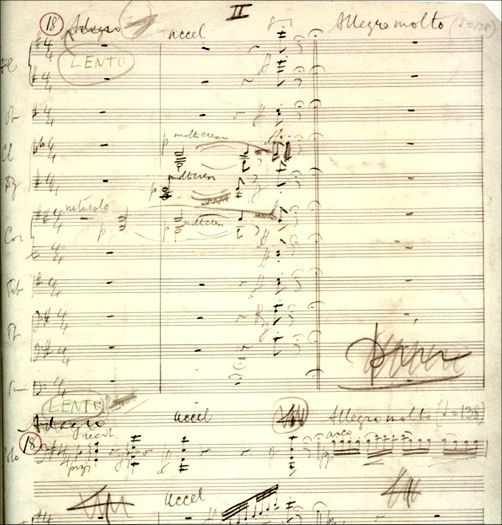
Concerto pour violoncelle d'Edward Elgar (1857-1934), page du manuscrit.

Un concerto pour violoncelle est une œuvre concertante pour violoncelle solo et un ensemble instrumental, habituellement un orchestre symphonique.
Cette forme est en vogue depuis l'ère baroque. Le violoncelle a dû faire face à la concurrence de la viole de gambe (voir les œuvres de Marin Marais), instrument plus ancien et mieux établi. C'est Jean-Sébastien Bach qui lui donne corps en écrivant un répertoire spécifique : les six suites pour violoncelle seul (BWV 1007-1012).
Ainsi, peu de concertos majeurs pour violoncelle ont été composés avant le XIXe siècle aux exceptions notables des concertos de Vivaldi, de C.P.E. Bach, d'Haydn et de Boccherini.
La pleine reconnaissance du violoncelle comme instrument solo est venue durant la période romantique avec les concertos de Schumann, Lalo, Saint-Saëns et Dvořák.
Les compositeurs du XXe siècle ont fait du violoncelle un instrument concertant à part entière. Parmi les concertos pour violoncelle notables de la première moitié du XXe siècle, ceux d'Elgar, de Prokofiev, de Barber et d'Hindemith peuvent être cités. La plupart des compositeurs en activité après la 2e Guerre mondiale (Chostakovitch, Ligeti, Britten, Dutilleux, Lutosławski et Penderecki entre autres) en ont composé au moins un grâce à Mstislav Rostropovitch. À l'occasion d'une interview télévisée, le violoncelliste du siècle a confié : si Mozart n'a pas écrit de concerto pour violoncelle, c'est la faute des violoncellistes de son temps.
Une considération particulièrement tardive de cette forme qui s'explique par le timbre de l'instrument. Les compositeurs doivent tenir compte du problème de projection du son, souvent couvert par l'orchestre, contrairement aux instruments aigus, comme le violon ou la flûte traversière, dont les aigus passent plus facilement (au-dessus de l'orchestre).

## Concertos pour violoncelle et orchestre
La liste suivante, non exhaustive, est classée par ordre alphabétique du nom de famille du compositeur. Elle compte à ce jour peu de compositrices.

### A
- Torstein Aagaard-Nilsen
  - Concerto pour violoncelle (1996)
- Louis Abbiate
  - Concerto pour violoncelle (1895)
- Karl Friedrich Abel
  - Concerto pour violoncelle en si bémol majeur
  - Concerto pour violoncelle en do majeur
- Vasif Adigozalov
  - Concerto pour violoncelle (1990)
- Samuel Adler
  - Concerto pour violoncelle (1995)
- Jean-Louis Agobet
  - Concerto pour violoncelle (2009)
- Vladimir Agopov
  - Concerto pour violoncelle (1987)
- Miguel del Aguila
  - Concierto en tango pour violoncelle et orchestre (2014)
- Kalevi Aho
  - Concerto pour violoncelle n°1 (1983-1984)
  - Concerto pour violoncelle n°2 (2013)
- Ikram Akbarov
  - Concerto pour violoncelle (1990)
- Yasushi Akutagawa
  - Concerto ostinato pour violoncelle et orchestre (1969)
- Eugen d'Albert
  - Concerto pour violoncelle et orchestre en ut Majeur Op 20 (1899) dédié à Hugo Becker
- Stephen Albert
  - Concerto pour violoncelle (1990)
- Redzhep Allayarov
  - Concerto pour violoncelle (1985)
- Pedro Humberto Allende Saron
  - Concerto pour violoncelle (1915)
- Ferid Alnar
  - Concerto pour violoncelle (1943)
- Franghiz Ali-Zadeh
  - Concerto pour violoncelle (2000-2001)
- André Amellér
  - Concerto pour violoncelle (1946), version pour orchestre de chambre (1963)
- Gilbert Amy
  - Concerto pour violoncelle et orchestre (1999-2000)
- Denis ApIvor
  - Concerto pour violoncelle (1977)
- Johann Gottfried Arnold (1773-1806)
  - Concerto pour violoncelle et orchestre n°1 en ut Majeur
  - Concerto pour violoncelle et orchestre n°2 en sol Majeur dédié à P. d'Orville
  - Concerto pour violoncelle et orchestre n°3 en fa Majeur dédié au Baron de Krüdener
  - Concerto pour violoncelle et orchestre n°4 en mi bémol Majeur dédié à Alexandre Bernus
  - Concerto pour violoncelle et orchestre n°5 en ré Majeur dédié à J. Schmitt
- Malcolm Arnold
  - Concerto pour violoncelle
- Alexander Arutiunian
  - Concertino pour violoncelle et orchestre (1971)
- Kurt Atterberg
  - Concerto pour violoncelle et orchestre en ut mineur, op. 21 (1917-22)
- Daniel-Francois-Esprit Auber
  - 5 concertos pour violoncelle (autour de 1809)
- Pedro António Avondano
  - Concerto pour violoncelle en sol majeur (autour de 1780)
- Vaja Azarashvili
  - Concerto pour violoncelle et orchestre à cordes (1969)

### B
- Arno Babajanian
  - Concerto pour violoncelle (1962)
- Grażyna Bacewicz
  - Concerto pour violoncelle n°1 (1951)
  - Concerto pour violoncelle n°2 (1963)
- Carl Philipp Emanuel Bach
  - Concerto pour violoncelle et orchestre en la mineur (Wq 170)
  - Concerto pour violoncelle et orchestre en si bémol Majeur (Wq 171)
  - Concerto pour violoncelle et orchestre en la Majeur (Wq 172)
- Johann Christian Bach
  - Concerto pour violoncelle et orchestre en ut mineur (W C77), attribué à Henri Casadesus qui l'aurait composé "dans le style de"
- Sven-Erik Bäck
  - Concerto pour violoncelle (1966)
- Nicolas Bacri
  - Concerto pour violoncelle (1987)
- Henk Badings
  - Concerto pour violoncelle n°1 (1930)
  - Concerto pour violoncelle n°2 (1939)
- David N. Baker (1931-2016)
  - Concerto pour violoncelle et orchestre de chambre (1975), commandé par János Starker
  - Concerto pour violoncelle et jazz band (1987), commandé par Ed Laut
- Leonardo Balada
  - Concerto pour violoncelle n°1 (1962)
  - Concerto pour violoncelle n°2 "New Orleans" (2001)
- Christopher Ball
  - Concerto pour violoncelle n°1
  - Concerto pour violoncelle n°2
- Alexander Baltin
  - Concerto pour violoncelle (1971)
- Gennady Banshchikov
  - Concerto pour violoncelle n°1 (1962)
  - Concerto pour violoncelle n°2 (1964)
  - Concerto pour violoncelle n°3 (1965)
  - Concerto pour violoncelle et 11 instruments n°4 "Duodeciment" (1966)
- George Barati
  - Concerto pour violoncelle (1953)
- Samuel Barber
  - Concerto pour violoncelle et orchestre en la mineur, op. 22 (1945)
- Béla Bartók
  - Concerto pour alto et orchestre, BB 128 (1945), arrangé pour violoncelle
- Leonid Bashmakov
  - Concerto pour violoncelle (1972)
- Veniamine Basner
  - Concerto pour violoncelle (1989)
- Stanley Bate
  - Concerto pour violoncelle (1953)
- Mason Bates
  - Concerto pour violoncelle (2014)
- Charles Baudiot
  - Deux concertos pour violoncelle
- Jerzy Bauer
  - Concerto pour violoncelle n°1 (1985)
  - Concerto pour violoncelle n°2 (2013)
- Arnold Bax
  - Concerto pour violoncelle en sol mineur (1932)
- Sally Beamish
  - River, concerto pour violoncelle (2000), inspiré par l'anthologie "River" de Ted Hughes (1983)
- Stephen W. Beatty (né en 1938)
  - Concerto pour violoncelle et orchestre en ut Majeur Op 398 (2014)
  - Concerto pour violoncelle et orchestre Op 399 (2014)
  - Concerto pour violoncelle et orchestre Op 400 (2014)
  - Concerto pour violoncelle et orchestre en ut Majeur Op 737 (2016)
- Louis-Noël Belaubre
  - Concerto pour violoncelle et cordes d'après la sonate de Boccherini en do majeur
- Gustaf Bengtsson
  - Concerto pour violoncelle (1932)
- Paul Ben-Haim
  - Concerto pour violoncelle et orchestre de chambre (1962)
- Pascal Bentoiu
  - Concerto pour violoncelle (1989)
- Niels Viggo Bentzon
  - Concerto pour violoncelle n°1 (1956)
  - Concerto pour violoncelle n°2 (1974)
  - Concerto pour violoncelle n°3 (1982)
- Esteban Benzecry
  - Concertino pour violoncelle et cordes (1992)
  - Concerto pour violoncelle (2003)
- Wilhelm Georg Berger
  - Concerto pour violoncelle (1967)
- Erik Bergman
  - Concerto pour violoncelle
  - Concerto pour violoncelle et orchestre à cordes, op. 141 (1998)
- Michael Berkeley
  - Concerto pour violoncelle (1983)
- Charles Roland Berry
  - Concerto pour violoncelle (2008)

- Boris Blacher
  - Concerto pour violoncelle et orchestre (1964)
- David Blake
  - Concerto pour violoncelle (1992)
- Marc Bleuse
  - Concerto pour violoncelle (1992)
- Arthur Bliss
  - Concerto pour violoncelle, F 107 (1970)
- Luigi Boccherini
  - Concerto pour violoncelle n°1 en ut majeur, G. 477
  - Concerto pour violoncelle n°2 en ré majeur, G. 479
  - Concerto pour violoncelle n°3 en sol majeur, G. 480
  - Concerto pour violoncelle n°4 en ut majeur, G. 481
  - Concerto pour violoncelle n°5 en mi bémol majeur, G. 474
  - Concerto pour violoncelle n°6 en la majeur, G 475
  - Concerto pour violoncelle n°7 en ré majeur, G. 476
  - Concerto pour violoncelle n°8 en ré majeur, G. 478
  - Concerto pour violoncelle n°9 en si bémol majeur, G. 482
  - Concerto pour violoncelle n°10 en ré majeur, G. 483
  - Concerto pour violoncelle n°11 en ut majeur, G. 573
  - Concerto pour violoncelle n°12 en mi bémol majeur
  - Concerto pour violoncelle en si bémol majeur, arrangé par Friedrich Grutzmacher
- Joseph Bodin de Boismortier
  - Concerto pour violoncelle, op. 26 n°6 (1729)

- Max Bohrer (1785-1867)
  - Concerto pour violoncelle et orchestre n°1 Op 1 (1819)
- Nimrod Borenstein
  - Concerto pour violoncelle et orchestre à cordes, op. 56b (2012)
  - Concerto pour violoncelle n°1, op. 77 (2017)
- Lilcho Borisov
  - Concerto pour violoncelle (1984)
- Pavel Bořkovec
  - Concerto pour violoncelle (1952)
- Sergei Bortkiewicz
  - Concerto pour violoncelle, op. 20 (1915
- Daniel Börtz
  - Concerto pour violoncelle et cordes (1980)

- Henriëtte Bosmans
  - Concerto pour violoncelle n°1 (1921)
  - Concerto pour violoncelle n°2 (1923)
- Antonius Johannes Bouman 
  - Concerto pour violoncelle et orchestre n°1 Op 3 (1882)
- Hendrik Bouman
  - Concerto pour violoncelle et cordes en la mineur (2005)
- George Frederick Boyle
  - Concerto pour violoncelle (1917)
- Eugène Bozza
  - Concerto pour violoncelle (1947)
- Joly Braga Santos
  - Concerto pour violoncelle (1987)
- Thérèse Brenet
  - Concerto pour violoncelle et petit orchestre (2010)
- Jean-Baptiste Bréval
  - Concerto pour violoncelle et orchestre n°1 en sol majeur, op. 14 (1784)
  - Concerto pour violoncelle et orchestre n°2 en ré majeur, op. 17 (1784)
  - Concerto pour violoncelle et orchestre n°3 en fa majeur, op. 20 (1785)
  - Concerto pour violoncelle et orchestre n°4 en ut majeur, op. 22 (1786)
  - Concerto pour violoncelle et orchestre n°5, op. 24 (1786)
  - Concerto pour violoncelle et orchestre n°6 en ut majeur, op. 26 (1786)
- Havergal Brian
  - Concerto pour violoncelle en mi bémol majeur (1964)
- Dirk Brossé
  - Concerto pour violoncelle (2014)
- Tobias Broström
  - Concerto pour violoncelle (2013)
- Alexander Brott
  - Concerto pour violoncelle (1975)
- Stephen Brown
  - Concerto pour deux violoncelles en sol mineur "The Big Twin" (2016)
- Fritz Brun
  - Concerto pour violoncelle (1947)
- Joanna Bruzdowicz
  - Concerto pour violoncelle "The Cry of the Phoenix" (1994)
- Gavin Bryars
  - Concerto pour violoncelle (1995)
- Rudolph Bubalo
  - Concerto pour violoncelle et orchestre de chambre (1992)
- Gunnar Bucht
  - Concerto pour violoncelle n°1 (1954)
  - Concerto pour violoncelle n°2 (1990)
- Julius Bürger
  - Concerto pour violoncelle (1938)
- Geoffrey Burgon
  - Concerto pour violoncelle (2007)
- William Busch
  - Concerto pour violoncelle (1941)

### C
- Antonio Caldara
  - Concerto pour violoncelle en ré mineur
- Roger Calmel
  - Concerto pour violoncelle (1968)
- Dumitru Capoianu
  - Concerto pour violoncelle (2001)
- David Carlson
  - Concerto pour violoncelle n°1 (1979)
  - Concerto pour violoncelle et 15 cordes n°2 (1997)
- Elliott Carter
  - Concerto pour violoncelle (2001)
- Robert Casadesus
  - Concerto pour violoncelle (1947)
- André Casanova
  - Concerto pour violoncelle (1983)
- Alfredo Casella
  - Concerto pour violoncelle (1934-1935)
- Philip Cashian
  - Concerto pour violoncelle et cordes (2012)
- John Casken
  - Concerto pour violoncelle (1991)
- Gaspar Cassado
  - Concerto pour violoncelle et orchestre, op. 72, d'après Tchaikovski
  - Concerto pour violoncelle et orchestre en ré mineur (1926), créé par Pablo Casals
- Joseph Castaldo
  - Concerto pour violoncelle (1995)
- Mario Castelnuovo-Tedesco
  - Concerto pour violoncelle en sol mineur, op. 72 (1935)
- Manuel Castillo
  - Concerto pour violoncelle
- Ricardo Castro
  - Concerto pour violoncelle et orchestre en ut mineur (1893), dédié à Marix Loevensohn (1880-1943)
- Shirvani Chalayev
  - Concerto pour violoncelle n°1 (1970)
  - Concerto pour violoncelle n°2 (1975)
- Carlos Chávez
  - Concerto pour violoncelle (1975), pas terminé
- Gordon Shi-Wen Chin (en)
  - Concerto pour violoncelle (2006)
- Unsuk Chin
  - Concerto pour violoncelle et orchestre (2009), dédié à Alban Gerhardt qui l'a créé
- Dmitri Chostakovitch
  - Concerto pour violoncelle et orchestre n°1 en mi bémol Majeur, Op 107 (1959)
  - Concerto pour violoncelle et orchestre n°2 en sol Majeur/mineur, Op 129 (1966)
- Rodion Chtchedrine
  - Concerto pour violoncelle et orchestre "Sotto Voce" (1994), commandé et créé par Mstislav Rostropovitch
  - Parabola Concertante pour violoncelle, orchestre et timpani (2001), commandé et créé par Mstislav Rostropovitch
- Giovanni Battista Cirri
  - Six concertos pour violoncelle, op. 14 n°1 à n°6
- Walter Civitareale
  - Concerto pour violoncelle (1986)
- Guillaume Connesson
  - Concerto pour violoncelle (2008), dédié à et créé par Jérôme Pernoo
- Dinos Constantinides
  - Concerto pour violoncelle "China IV-Shenzhen" (1992)
- Barry Conyngham
  - Concerto pour violoncelle et cordes (1984)
- Arnold Cooke
  - Concerto pour violoncelle (1973)
- Frank Corcoran
  - Concerto pour violoncelle (2014)
- Ronald Corp
  - Concerto pour violoncelle (2014)
- Lyell Cresswell
  - Concerto pour violoncelle (1984)
- Gordon Crosse
  - Concerto pour violoncelle (1979)
- François Cupis de Renoussard
  - Concerto à grand orchestre pour le violoncelle (1783)
- Andrzej Cwojdziński
  - Concerto pour violoncelle n°1 (1965)
  - Concerto pour violoncelle n°2 (1968)
  - Concerto pour violoncelle n°3 (1993)

### D
- Marc-André Dalbavie
  - Concerto pour violoncelle (2013)
- Richard Danielpour
  - Concerto pour violoncelle n°1 (1990)
  - Concerto pour violoncelle n°2 "Through the Ancient Valley" (2001)
- Franz Danzi
  - Concerto pour violoncelle et orchestre en mi mineur P 243
- Karl Davidov
  - Concerto pour violoncelle et orchestre n°1 en si bémol mineur Op 5 (1859)
  - Concerto pour violoncelle et orchestre n°2 en la mineur Op 14 (1863)
  - Concerto pour violoncelle et orchestre n°3 en ré Majeur Op 18 (1868)
  - Concerto pour violoncelle et orchestre n°4 en mi mineur Op 31 (1880) dédié au Prince W. Tenischeff
- Brett Dean
  - Concerto pour violoncelle (2018)
- Dan Dediu
  - Concerto pour violoncelle (2019)
- Théo De Joncker
  - Concerto pour violoncelle
- Frederick Delius
  - Concerto pour violoncelle et orchestre RT VII/7 (1920-21)
- Louis Delune
  - Concerto pour violoncelle et orchestre en la mineur (1927)
- Edison Denisov
  - Concerto pour violoncelle, op. 44 (1973)
- Gion Antoni Derungs
  - Concerto pour violoncelle (2004)
- Pavle Dešpalj
  - Concerto pour violoncelle et orchestre à cordes (2001)
- Alon Oscar Deutsch (né en 1985)
  - Concerto pour violoncelle et orchestre n°1 en ré mineur, op. 11 (2018)
- Bernd Richard Deutsch
  - Concerto pour violoncelle (2019)
- Frédéric Devreese
  - Concertino pour violoncelle, bandonéon et orchestre à cordes (1998)
  - Concerto pour violoncelle (1999)
- David Diamond
  - Concerto pour violoncelle (1938)
- Albert Dietrich
  - Concerto pour violoncelle en sol mineur, op. 32
- Karl Ditters von Dittersdorf
  - Concerto pour violoncelle en ré majeur
- Paul-Heinz Dittrich
  - Concerto pour violoncelle, quatuor à cordes et orchestre (1975)
- Georgy Dmitriev
  - Concerto pour violoncelle (1968)
- Cornelis Dopper
  - Concerto pour violoncelle (1910)
- Antal Dorati
  - Concerto pour violoncelle (1977)
- Avner Dorman
  - Concerto pour violoncelle (2012)
- Friedrich Dotzauer
  - Concerto pour violoncelle et orchestre en si bémol mineur, op. 27
  - Concerto pour violoncelle et orchestre en fa dièse mineur, op. 112
- Dimitris Dragatakis
  - Concerto pour violoncelle (1972)
- Pierre-Max Dubois
  - Concerto pour violoncelle (1958)
- Jérôme Ducros
  - Concerto pour violoncelle, piano et orchestre (2016)
- Vernon Duke
  - Concerto pour violoncelle (1945)
- Jean-Louis Duport
  - Concerto pour violoncelle et orchestre n°1 en la majeur, op. 1
  - Concerto pour violoncelle et orchestre n°2 en sol Majeur
  - Concerto pour violoncelle et orchestre n°3
  - Concerto pour violoncelle et orchestre n°4 en mi mineur (1798)
  - Concerto pour violoncelle et orchestre n°5 en ré majeur
  - Concerto pour violoncelle et orchestre n°6 en ré mineur
- Pascal Dusapin
  - Celo, concerto pour violoncelle et orchestre (1996)
  - Outscape, concerto pour violoncelle et orchestre (2016)
- Henri Dutilleux
  - Tout un monde lointain... (1970)
- Antonin Dvorak
  - Concerto pour violoncelle et orchestre (n°1) en la majeur, B 10
  - Concerto pour violoncelle et orchestre n°2 en si mineur, op. 104 (1894-95), dédié à Hanus Wihan (1855-1920)

### E
- Sixten Eckerberg
  - Concerto pour violoncelle (1973)
- Karl Anton Florian Eckert (1820-1879)
  - Concerto pour violoncelle et orchestre en ré mineur Op 26 (1872) dédié à Julius Goltermann
- René Eespere
  - Concerto pour violoncelle "Concertatus Celatus" (2004)
- Klaus Egge
  - Concerto pour violoncelle, op. 29 (1966)
- Danny Elfman
  - Concerto pour violoncelle et orchestre (2022), dédié à Gautier Capuçon qui l'a créé à Vienne le 18 mars 2022 et à Paris le 20 mai 2022
- Edward Elgar
  - Concerto pour violoncelle et orchestre en mi mineur, Op 85 (1918-19) dédié à Sur Sidney et Lady Frances Colvin
- David Ellis
  - Concerto pour violoncelle (1977), révisé en 2004
- Jens Laursøn Emborg
  - Concerto pour violoncelle (1949)

- Georges Enesco
  - Symphonie concertante pour violoncelle et orchestre, Op 8
- Einar Englund
  - Concerto pour violoncelle (1954)
- Peter Eötvös
  - Concerto grosso pour violoncelle (2010-2011)
- Iván Erőd
  - Concerto pour violoncelle, op. 80 (2005)
- Francisco Escudero
  - Concerto pour violoncelle (1971)
- Andreï Yakovlevitch Echpaï
  - Concerto pour violoncelle (1989), dédié à Mstislav Rostropovitch

### F
- Mohammed Fairouz
  - Concerto pour violoncelle "Desert Sorrows" (2015)
- Ivan Fedele
  - Concerto pour violoncelle (1996)
- Jindřich Feld
  - Concerto pour violoncelle (1958)
- Václav Felix
  - Concerto pour violoncelle (1990)
- John Fernström
  - Concerto pour violoncelle (1940)
- Joseph Fiala
  - Concerto pour violoncelle et orchestre en mi Majeur, ReiF 2 33
- Anton Fils
  - Concerto pour violoncelle et orchestre en si bémol majeur (années 1790)
  - Concerto pour violoncelle et orchestre en fa majeur (vers 1800)
  - Concerto pour violoncelle et orchestre en sol majeur
- Vivian Fine
  - Concerto de chambre pour violoncelle et six instruments (1966)
- Gerald Finzi
  - Concerto pour violoncelle et orchestre en la mineur, op. 40 (1955)
- Nicola Fiorenza
  - Concerto pour violoncelle en la mineur
  - Concerto pour violoncelle en si bémol majeur
  - Concerto pour violoncelle en fa majeur
- Ielena Firsova
  - Concerto pour violoncelle et orchestre n°1, op. 10 (1973)
  - Concerto pour violoncelle et orchestre n°2 (concerto de chambre n°2), op. 26 (1982)
  - Concerto pour violoncelle et orchestre n°3 (concerto de chambre n°5), op. 78 (1996)
  - Concerto pour violoncelle et orchestre n°4 (concerto élégie), op. 122 (2008)
- Nenad Firšt
  - Concerto pour violoncelle (1994)
- Jerzy Fitelberg
  - Concerto pour violoncelle et orchestre (1931) dédié à Gregor Piatigorsky
- Wilhelm Fitzenhagen
  - Concerto pour violoncelle et orchestre n°1 en si bémol majeur, op. 2 (1870)
  - Concerto fantastique pour violoncelle et orchestre n°2 en la mineur, op. 4 (1871)
  - Concerto pour violoncelle et orchestre n°3, sans opus
  - Concerto pour violoncelle et orchestre n°4 en la mineur, op. 63
- Kjell Flem
  - Concerto pour violoncelle (2005)
- Lukas Florczak (né en 1994)
  - Concerto pour violoncelle et orchestre en mi mineur, Mn 120 (2019)
- Jean-Louis Florentz
  - Concerto pour violoncelle "Le songe de Lluc Alcari" (1996)
- Franz Flössner
  - Concerto pour violoncelle, op. 20
- Urs Joseph Flury
  - Concerto pour violoncelle (1977)
- Josef Bohuslav Foerster
  - Concerto pour violoncelle (1930)
- Arthur Foote
  - Concerto pour violoncelle et orchestre en sol mineur, op. 33 (1887-1893)
- Carlo Forlivesi
  - Concerto pour violoncelle "Lauda" (2007), dédié à Anssi Karttunen
- Lukas Foss
  - Concerto pour violoncelle (1966)
- John Foulds
  - Concerto pour violoncelle en sol majeur, op. 17 (1908-1909)
- Malcolm Forsyth
  - Concerto pour violoncelle "Electra Rising" (1995)
- Wolfgang Fortner
  - Concerto pour violoncelle (1951)
- Luca Francesconi
  - Concerto pour violoncelle "Rest" (2003)
- Auguste-Joseph Franchomme
  - Concerto pour violoncelle et orchestre n°1 en ut mineur, op. 33 (1846) dédié à Mathieu Wielhorski (1794-1866)
- Jacques Franco-Mendès
  - Grand concerto pour violoncelle n°3 (vers 1879)
- John Frandsen
  - Concerto pour violoncelle "Hymn to the Ice Queen" (1998)
- Jan Freidlin
  - Concerto pour violoncelle, orchestre de chambre et vibraphone (1994)
- Gunnar de Frumerie
  - Concerto pour violoncelle (1984)
- Dai Fujikura
  - Concerto pour violoncelle (2017)

### G
- Bogdan Gagić
  - Concerto pour violoncelle (1987)
- Renaud Gagneux
  - Concerto pour violoncelle n°1 "Triptyque" (1990)
  - Concerto pour violoncelle n°2 (1999)
- Hans Gal
  - Concerto pour violoncelle et orchestre (1944)
- Moritz Ganz (1806-1868)
  - Concerto pour violoncelle et orchestre n°2 en sol mineur, op. 21 (1836) dédié à Nicolas Ier
- Celso Garrido-Lecca
  - Concerto pour violoncelle (1994)
- John Garth
  - Concerto pour violoncelle, cordes et basse continue n°1 en ré majeur, op. 1 (1760)
  - Concerto pour violoncelle, cordes et basse continue n°2 en si bémol majeur, op. 1 (1760)
  - Concerto pour violoncelle, cordes et basse continue n°3 en la majeur, op. 1 (1760)
  - Concerto pour violoncelle, cordes et basse continue n°4 en si bémol majeur, op. 1 (1760)
  - Concerto pour violoncelle, cordes et basse continue n°5 en ré mineur, op. 1 (1760)
  - Concerto pour violoncelle, cordes et basse continue n°6 en sol majeur, op. 1 (1760)
- Fritz Geissler
  - Concerto pour violoncelle n°1 (1974)
  - Concerto pour violoncelle n°2 (1981)
- Jiří Gemrot
  - Concerto pour violoncelle (1984)
  - Concertino pour violoncelle, piano et orchestre (2004)
  - Concertino pour violoncelle et orchestre de chambre (2009)
- Harald Genzmer
  - Concerto pour violoncelle (1950)
  - Concerto pour violoncelle et vents (1969)
- Friedrich Gernsheim
  - Concerto pour violoncelle et orchestre en mi mineur Op 78 (1907)
- Alberto Ginastera
  - Concerto pour violoncelle no 1, op. 36 (1968)
  - Concerto pour violoncelle no 2, op. 50 (1980)
- Paul Glass
  - Concerto pour violoncelle (1961)
- Philip Glass
  - Concerto pour violoncelle et orchestre n°1 (2001)
  - Concerto pour violoncelle et orchestre n°2 "Naqoyqatsi" (2002-2012) pour la bande originale du film du même nom
- Alexandre Glazounov
  - Concerto-ballata pour violoncelle en do majeur, op. 108 (1931)
- Reinhold Glière
  - Concerto pour violoncelle en ré mineur, op. 87 (1946) dédié à Sviatoslav Knouchevitski (1908-1963)
- Daniël van Goens (1858-1904)
  - Concerto pour violoncelle et orchestre n°1, op. 7 (1886-1887) dédié à Léon Jacquard (1826-1886)
  - Concerto pour violoncelle et orchestre n°2, op. 30 (1901) dédié à David Popper
- Berthold Goldschmidt
  - Concerto pour violoncelle (1953-1954)
- Edmunds Goldšteins
  - Concerto pour violoncelle (1963)
- Marin Goleminov
  - Concerto pour violoncelle n°1 (1946)
  - Concerto pour violoncelle n°2 (1984)
- Jani Golob
  - Concerto pour violoncelle (2001)
- Georg Goltermann
  - Concerto pour violoncelle et orchestre n°1 en la mineur, op. 14 (1852), dédié à Joseph Menter
  - Concerto pour violoncelle et orchestre n°2 en ré mineur, op. 30 (1861)
  - Concerto pour violoncelle et orchestre n°3 en si mineur, op. 51 (1868)
  - Concerto pour violoncelle et orchestre n°4, op. 65 (1872)
  - Concerto pour violoncelle et orchestre n°5 en ré mineur, op. 76 (1874)
  - Concerto pour violoncelle et orchestre n°6 en ré majeur, op. 100 (1882), dédié au Duc de Saxe-Meiningen
  - Concerto pour violoncelle et orchestre n°7 en ut majeur, op. 103 (1884), dédié à B. Albert
- Evgeny Golubev
  - Concerto pour violoncelle en ré mineur, op. 41 (1956)
- Geoffrey Gordon
  - Concerto pour violoncelle (2013), d'après Le Docteur Faustus de Thomas Mann
- Ida Gotkovsky
  - Concerto pour violoncelle (1980)
- Hermann Grädener
  - Concerto pour violoncelle et orchestre n°1 en mi mineur, op. 45 (1908), dédié à Jacques Van Lier (1875-1951)
  - Concerto pour violoncelle et orchestre n°2 en si mineur, op. 47 (1912), dédié à Paul Grümmer
- Paul Graener
  - Concerto pour violoncelle et orchestre Op 78 (1927) dédié à Paul Grümmer
- Friedrich Hartmann Graf
  - Concerto pour violoncelle et orchestre en ré majeur (vers 1780)
- Carlo Graziani
  - Concerto pour violoncelle en ut majeur
- Čestmír Gregor
  - Concerto pour violoncelle (1974)
- Olivier Greif
  - Concerto pour violoncelle "Durch Adams Fall" (1999)
- Johann Konrad Gretsch (1710-1778)
  - Concerto pour violoncelle et orchestre en ut majeur
- Edvard Grieg
  - Sonate pour violoncelle et piano (1883), orchestrée en concerto par Joseph Horowitz et Benjamin Wallfisch
- Robert Groslot
  - Concerto pour violoncelle (2011)
- Johann Benjamin Gross
  - Concerto pour violoncelle dans la forme d'un concertino, op. 14
  - Concerto pour violoncelle et orchestre en sol mineur, op. 31 (1841), dédié à Mathieu Wielhorski
  - Concerto pour violoncelle et orchestre en ut majeur, op. 38 (1848), dédié au Baron de Joller
- HK Gruber (de)
  - Concerto pour violoncelle (1989)
- Jorge Grundman
  - Concerto pour violoncelle et orchestre à cordes "Act of Contrition", op. 76 (2021)
- Friedrich Grützmacher
  - Concerto pour violoncelle et orchestre n°1 (1854)
  - Concerto pour violoncelle et orchestre n°2 en sol majeur, op. 47 (1858)
  - Concerto pour violoncelle et orchestre n°3 en mi mineur, op. 46 (1859), dédié au duc régnant de Saxe-Altenburg
- Sofia Gubaidulina
  - "The Canticles of the Sun" pour violoncelle, chœur mixte et percussions (1996)
- Friedrich Gulda
  - Concerto pour violoncelle et instruments à vent (1980)
- Christopher Gunning
  - Concerto pour violoncelle (2013)
- Manfred Gurlitt
  - Concerto pour violoncelle (après 1933 et avant 1939)

### H
- Georg Friedrich Haas
  - Concerto pour violoncelle et orchestre (2003-2004)
- Daron Hagen
  - Concerto pour violoncelle et orchestre (1996)
  - Concerto pour violoncelle et vents (1998)
- Reynaldo Hahn
  - Concerto pour violoncelle (1905), incomplet
- Cristóbal Halffter
  - Concerto pour violoncelle n°1 (1974), dédié à Siegfried Palm
  - Concerto pour violoncelle n°2 (1985), dédié à Mstislav Rostropovich
- Hafliði Hallgrímsson
  - Concerto pour violoncelle (2003)
- Joseph Hallman
  - Concerto pour violoncelle et orchestre (2007), dédié à Alisa Weilerstein
- Eero Hämeenniemi :
  - Concerto pour violoncelle (2011)
- Johan Hammerth
  - Concerto pour violoncelle (1998)
- John Harbison
  - Concerto pour violoncelle (1993)
- Ross Harris
  - Concerto pour violoncelle (2011)
- Julius Harrison
  - Concerto pour violoncelle
- Emil Hartmann
  - Concerto pour violoncelle et orchestre en ré mineur, op. 26 (1879), dédié à Friedrich Grützmacher
- Jonathan Harvey
  - Concerto pour violoncelle (1990)
- Johann Adolph Hasse
  - Concerto pour violoncelle en ré majeur
- Joseph Haydn
  - Concerto pour violoncelle no 1 en do majeur, Hob. VIIb/1 (1761–65) Retrouvé en 1961 à Prague.
  - Concerto pour violoncelle no 2 en ré majeur, Hob. VIIb/2 (op. 101) (1783) Pour Anton Kraft. Arrangé par Hugo Becker
  - Concerto pour violoncelle no 3 en ut, Hob. VIIb/3 (ca. 1780, perdu). Selon Marc Vignal, il pourrait s'agir d'une erreur du catalogue de Haydn et la même œuvre que le no 1
  - Concerto pour violoncelle no 4 en ré, Hob. VIIb/4 (fausse attribution, écrit par un certain Constanzi, mais peu probablement de Giovanni Battista Costanzi en 1772?)
  - Concerto pour violoncelle no 5 en ut majeur, Hob. VIIb/5 (fausse attribution, écrit par David Popper d'après une esquisse que personne n'a jamais vue, et publié en 1899)
  - Concerto pour violoncelle en sol mineur, Hob. VIIb/g1 (ca. 1773, douteux, perdu)
- Michael Haydn
  - Concerto pour violoncelle en si bémol majeur, MH deest
- Lennart Hedwall
  - Concerto pour violoncelle et cordes (1970)
- Friedrich Hegar
  - Concerto pour violoncelle et orchestre en ut mineur, op. 44 (1919), dédié à son fils Johannes Hegar (1874-1929)
- Paavo Heininen
  - Concerto pour violoncelle (1985)
- Gustav Helsted
  - Concerto pour violoncelle (1919)
- Victor Herbert
  - Concerto pour violoncelle et orchestre n°1 en ré majeur, op. 8 (1882)
  - Concerto pour violoncelle et orchestre n°2 en mi mineur, op. 30 (1894), dédié à la New York Phiharmonic Society
- Pál Hermann
  - Concerto pour violoncelle et orchestre (1925)
- Philippe Hersant
  - Concerto pour violoncelle n°1 (1989)
  - Concerto pour violoncelle n°2 (1996-1997)
- Johann Wilhelm Hertel
  - Concerto pour violoncelle en la majeur (1755)
  - Concerto pour violoncelle en la mineur (1759)
- Sean Hickey
  - Concerto pour violoncelle (2008)
- Paul Hindemith
  - Concerto pour violoncelle et orchestre en mi bémol majeur, op. 3 (1916)
  - Kammermusik n°3 pour violoncelle et dix instruments, op. 36 n°2 (1925)
  - Concerto pour violoncelle et orchestre n°3 en sol majeur (1940)
- Ryōhei Hirose
  - Concerto pour violoncelle "Triste" (1971)
- Emil Hlobil
  - Concerto pour violoncelle (1983)
- Vincent Ho
  - Concerto pour violoncelle amplifié et orchestre "City Suite" (2011)
  - Concerto pour trios de violoncelles et cordes "Three Warrios" (2014)
- Heinrich Hofmann
  - Concerto pour violoncelle et orchestre en ré mineur, op. 31 (1875), dédié à Friedrich Grützmacher
- Leopold Hofmann
  - Concerto pour violoncelle en ut majeur (années 1760)
  - Concerto pour violoncelle en ré majeur (années 1760)
  - Concerto pour violoncelle en ré majeur (années 1760 ou 1771)
  - Concerto pour violoncelle en ut majeur (1768)
  - Concerto pour violoncelle en ut majeur (années 1770)
  - Concerto pour violoncelle en ut majeur (1771)
  - Concerto pour violoncelle en ré majeur (1775)
- Joseph Holbrooke
  - Concerto pour violoncelle (1936)
- Vagn Holmboe
  - Concerto pour violoncelle, op. 120 (1974-1979)
- Ignaz Holzbauer
  - Concerto pour violoncelle en la majeur (vers 1780)
- Arthur Honegger
  - Concerto pour violoncelle et orchestre en ut Majeur H 72 (1929), dédié à Maurice Maréchal
- Toshio Hosokawa
  - Concerto pour violoncelle (1997)
- Stephen Hough
  - Concerto pour violoncelle "The Loneliest Wilderness" (2007)
- Luc van Hove
  - Concerto pour violoncelle et orchestre de chambre (1998)
- Alan Hovhaness
  - Concerto pour violoncelle, op. 17 (1936)
- Gagik Hovounts
  - Concerto pour violoncelle "The Harmony of Sound" (1976)
- Herbert Howells
  - Concerto pour violoncelle (1943-1983), non terminé
- Peter Hristoskov
  - Concerto poème pour violoncelle (1973)
- Dimiter Hristov
  - Concerto pour violoncelle (1970)
- Tyzen Hsiao
  - Concerto pour violoncelle en ut majeur, op. 52 (1990)
- Vitaliy Hubarenko
  - Concerto poème pour violoncelle (1963)
- Jean Hubeau
  - Concerto pour violoncelle en la mineur (1942)
- Gregor Huebner
  - Concerto pour violoncelle (2008)
- Karel Husa
  - Concerto pour violoncelle (1988)
- Ketil Hvoslef
  - Concerto pour violoncelle n°1 (1976)
  - Concerto pour violoncelle n°2 (1991)

### I
- Federico Ibarra Groth
  - Concerto pour violoncelle (1989)
- Jacques Ibert
  - Concerto pour violoncelle et instruments à vent (1925)
- Airat Ichmouratov
  - Concerto pour violoncelle, orchestre à cordes et percussions n°1, op. 18 (2009)
  - Concerto pour violoncelle, orchestre et percussions n°2 (2018)
- Shin'ichirō Ikebe
  - Concerto pour violoncelle "Almost a tree" (1996)
- Călin Ioachimescu
  - Concerto pour violoncelle (2002)
- Martun Israelyan
  - Concerto pour violoncelle et 16 cordes (1983)
- Georgi Ivanov
  - Concerto pour violoncelle (1977)
- Jānis Ivanovs
  - Concerto pour violoncelle en si mineur (1938)
- Niels Johannes Legarth Iversen (1953-)
  - Concerto pour violoncelle et orchestre en ut mineur, op. 1 (1970)

### J
- Giuseppe Maria Jacchini
  - 10 concertos avec violoncelle obligato, op. 4
- Frederick Jacobi
  - Concerto pour violoncelle "Three Psalms" (1932)
- Marie Jaëll
  - Concerto pour violoncelle en fa majeur (1882)
- Jean-Baptiste Janson
  - Six concertos pour violoncelle et orchestre, op. 6 (1780), dédiés au Prince de Conti
    - Concerto pour violoncelle et orchestre en ré Majeur n°1
    - Concerto pour violoncelle et orchestre en sol Majeur n°2
    - Concerto pour violoncelle et orchestre en ré Majeur n°3
    - Concerto pour violoncelle et orchestre en la Majeur n°4
    - Concerto pour violoncelle et orchestre en sol Majeur n°5
    - Concerto pour violoncelle et orchestre en ut Majeur n°6

  - Six concertos pour violoncelle et orchestre, op. 15 (1799)
    - Concerto pour violoncelle et orchestre en si bémol Majeur
    - Concerto pour violoncelle et orchestre en sol Majeur
- Robert Janssens
  - Concerto pour violoncelle et orchestre (2001)
- John Jeffreys
  - Concerto pour violoncelle, détruit par le compositeur
- Wilhelm Jeral (1861-1935)
  - Concerto pour violoncelle et orchestre en la Majeur, op. 10 (1906), dédié à Willem Willeke
- Ivan Jevtic
  - Concerto pour violoncelle et orchestre (1982)
- Erkki Jokinen
  - Concerto pour violoncelle (1970)
- André Jolivet
  - Concerto pour violoncelle et orchestre n°1 (1962), créé par André Navarra
  - Concerto pour violoncelle et orchestre n°2 (1967)
- Daniel Jones
  - Concerto pour violoncelle (1986)
- Samuel Jones
  - Concerto pour violoncelle (2010)
- Joseph Jongen
  - Concerto pour violoncelle et orchestre en ré majeur, op. 18 (1900 révisé en 1910), dédié à Jean Gérardy (1877-1929)
- Sverre Jordan
  - Concerto pour violoncelle (1947)
- John Joubert
  - Concerto pour violoncelle, op. 171 (2011)
- René Jullien (1878-1970)
  - Concerto pour violoncelle et orchestre, op. 20 (1913), dédié à Jules Loeb
- Šimon Jurovský
  - Concerto pour violoncelle (1953)

### K
- Dmitri Kabalevski
  - Concerto pour violoncelle et orchestre n°1 en sol mineur, op. 49 (1948-1949)
  - Concerto pour violoncelle et orchestre n°2 en ut mineur, op. 77 (1964)
- Jouni Kaipainen
  - Concerto pour violoncelle, op. 65 (2003)
- Viktor Kalabis
  - Concerto pour violoncelle (1956)
- Imants Kalniņš
  - Concerto pour violoncelle (1963)
- Romualds Kalsons
  - Concerto pour violoncelle (1970)
- Dmitri Kaminsky
  - Concerto pour violoncelle (1957)
- Juho Kangas
  - Concerto pour violoncelle et cordes (2010)
- Božidar Kantušer
  - Concerto pour violoncelle (1966)
- Artur Kapp
  - Concerto pour violoncelle en sol mineur (1946)
- Eugen Kapp (de) (fils du précédent)
  - Concerto pour violoncelle (1986)
- Nikolaï Kapoustine
  - Concerto pour violoncelle et orchestre, op. 85 (1997)
  - Concerto pour violoncelle et orchestre à cordes n°2, op. 103 (2002)
- Maurice Karkoff
  - Concerto pour violoncelle (1958)
- Youri Kasparov
  - Concerto pour violoncelle (1998)
- Fritz Kauffmann (1855-1934)
  - Concerto pour violoncelle et orchestre en sol mineur, op. 29 (1899)
- Fredrick Kaufman
  - Concerto pour violoncelle "Kaddish" (1984)
- Aaron Jay Kernis
  - Concerto pour violoncelle "Colored Field" (2000)
- Gordon Kerry
  - Concerto pour violoncelle, cordes et percussions (1996)
- Rudolf Kelterborn
  - Concerto pour violoncelle (1999)
- Aram Khatchatourian
  - Concerto pour violoncelle et orchestre en mi mineur (1946), dédié à Sviatoslav Knouchevitski (1908-1963)
  - Concerto-Rhapsody en ré mineur (1963)
- Karen Khachaturian
  - Concerto pour violoncelle (1983)
- Viktor Khodyashev
  - Concerto pour violoncelle (1963)
- Alexandre Kholminov
  - Concerto pour violoncelle et chœur de chambre (1980)
  - Concerto pour violoncelle, quintette à cuivres et timpani (1992)
  - Concerto pour violoncelle et orchestre de chambre (1995)
- Tikhon Khrennikov
  - Concerto pour violoncelle n°1 en ut majeur, op. 16 (1964)
  - Concerto pour violoncelle n°2, op. 30 (1985)
- Oleg Khromushin
  - Concerto pour violoncelle (1980)
- Adam Khudoyan
  - Concerto pour violoncelle n°1 (1959)
  - Concerto pour violoncelle n°2 (1973)
  - Concerto pour violoncelle n°3 (1990)
- John Kinsella
  - Concerto pour violoncelle (2000)
- Dmitri Klebanov
  - Concerto pour violoncelle n°1 (1950)
  - Concerto pour violoncelle n°2 (1973)
- Giselher Klebe
  - Concerto pour violoncelle, op. 29 (1958)
- Julius Klengel
  - Concerto pour violoncelle et orchestre n°1 en la mineur, op. 4 (1882), dédié à Karl Davidov
  - Concerto pour violoncelle et orchestre n°2 en ré mineur, op. 20 (1887), dédié à sa femme
  - Concerto pour violoncelle et orchestre n°3 en la mineur, op. 31 (1895)
  - Concerto pour violoncelle et orchestre n°4 en si mineur, op. 37 (1901), dédié à Berthold KIellermann
- Abelis Klenickis
  - Concerto poème pour violoncelle (1962)
- Vytautas Klova
  - Concerto pour violoncelle n°1 (1963)
  - Concerto pour violoncelle n°2 (1973)
- August Klughardt
  - Concerto pour violoncelle et orchestre en la mineur Op 59 (1892)
- Douglas Knehans
  - Concerto pour violoncelle n°1 "Soar" (2004)
  - Concerto pour violoncelle n°2 "Black City" (2015)
- Lev Knipper
  - Concerto-Monologue pour violoncelle, sept cuivres et timpani (1962)
  - Concerto pour violoncelle n°1 (1962)
  - Concerto poème pour violoncelle et orchestre de chambre (1971)
  - Concerto pour violoncelle n°2 (1972)
- Vladimir Kobekine
  - Chants païens, concerto pour violoncelle et orchestre (1988)
  - Concerto pour violoncelle et cordes avec orchestre (1997)
  - Concerto pour violoncelle et orchestre n°2 (2002)
  - Burlesque, pour violoncelle et orchestre symphonique (2009)
- Erland von Koch
  - Concerto pour violoncelle (1951)
- Jesper Koch
  - Concerto pour violoncelle "Dreamscapes" (2007)
- Raoul Koczalski
  - Concerto pour violoncelle (1915)
- Joonas Kokkonen
  - Concerto pour violoncelle (1969)
- Benedykt Konowalski
  - Concerto pour violoncelle et cordes (1996)
- Anders Koppel
  - Concerto pour violoncelle (2006)
- Herman David Koppel
  - Concerto pour violoncelle, op. 56 (1952)
- Grigoriy Korchmar
  - Concerto pour violoncelle (1976)
- Nikolai Korndorf
  - Concerto capriccioso pour violoncelle et percussions (1986)
- Erich Wolfgang Korngold
  - Concerto pour violoncelle et orchestre en ut majeur, op. 37 (1946), pour le film Jalousie
- Paavo Korpijaakko
  - Concerto pour violoncelle "Ankarat Valovedet" (2011)
- Olli Kortekangas
  - Concerto pour violoncelle avec cor obligato (2000)
- Olli Koskelin
  - Concerto pour violoncelle (1912-1918)
- Pekka Kostiainen
  - Concerto pour violoncelle (1979)
- Nina Kotova
  - Concerto pour violoncelle (2000)
  - Concerto pour violoncelle et cordes "The Tuscan" (2005)
- Július Kowalski
  - Concerto pour violoncelle et cordes (1970)
- Hans Kox
  - Concerto pour violoncelle n°1 (1969, révisé en 1981)
  - Concerto pour violoncelle n°2 "An Odyssey" (1997)
- Anton Kraft
  - Concerto pour violoncelle et orchestre n°4 en ut majeur, op. 4 (1804), dédié au Comte Moritz von Fries
- Nikolaus Kraft (père du précédant) 
  - Concerto pour violoncelle et orchestre n°1 en mi mineur, op. 3 (1812)
  - Concerto pour violoncelle et orchestre n°2 en ré majeur, op. 4 (1813)
  - Concerto pour violoncelle et orchestre n°3 en la mineur, op. 5 (1819)
- Mirko Krajči
  - Concerto pour violoncelle (2001)
- Ernst Krenek
  - Concerto pour violoncelle n°1, op. 133 (1953)
  - Concerto pour violoncelle n°2, op. 236 (1982)
- Johann Jacob Kriegk
  - Concerto pour violoncelle et orchestre en ré majeur, op. 2 (1795)
  - Concerto pour violoncelle et orchestre en ut majeur, op. 3 (1796)
  - Concerto pour violoncelle et orchestre en sol majeur, op. 4
- Rudolf Kubín
  - Concerto pour violoncelle (1960)
- Gary Kulesha
  - Concerto pour violoncelle (2006)
- Meyer Kupferman
  - Concerto pour violoncelle et jazz band (1962)
- Jeren Kurbanklycheva
  - Concerto pour violoncelle (1979)

### L
- Michel Legrand
  - Concerto pour violoncelle et orchestre (2017)
- Edouard Lalo
  - Concerto pour violoncelle et orchestre en ré mineur (1876-77) dédié à Adolphe Fischer (1847-1891)
- Jacques-Michel Hurel de Lamare
  - Concerto pour violoncelle et orchestre n°1 (1803) dédié à Pierre Rode
- Samuel de Lange Jr
  - Concerto pour violoncelle et orchestre en ut mineur Op 16 (1874) dédié à Friedrich Grützmacher
- Domenico Lanzetti (actif entre 1790 et 1810)
  - Concerto pour violoncelle et orchestre en ré Majeur
  - Concerto pour violoncelle et orchestre en mi Majeur
  - Concerto pour violoncelle et orchestre en fa Majeur
  - Concerto pour violoncelle et orchestre en sol Majeur
- Leonardo Leo
  - Six concertos pour violoncelle (1737-1738)
- Lowell Liebermann
  - Concertino pour violoncelle et orchestre de chambre, op. 8 (1982)
  - Concerto pour violoncelle et orchestre, op. 132 (2017)
- Magnus Lindberg
  - Concerto pour violoncelle no 1 (1997–1999)
  - Concerto pour violoncelle no 2 (2013)
- György Ligeti
  - Concerto pour violoncelle et orchestre (1966)
- August Lindner (1820-1878) 
  - Concerto pour violoncelle et orchestre en mi mineur Op 34 (1860) dédié à Georg V de Hannovre
- Štěpán Lucký
  - Concerto pour violoncelle et orchestre, op. 9 (1946)
- Witold Lutoslawski
  - Concerto pour violoncelle et orchestre (1969-70)

### M
- James MacMillan
  - Concerto pour violoncelle et orchestre (1996), créé par Mstislav Rostropovich
- Bohuslav Martinu
  - Concerto pour violoncelle et orchestre n°1, H 196
  - Concerto pour violoncelle et orchestre n°2, H 304
- Henri Marteau
  - Concerto pour violoncelle et orchestre en si bémol Majeur Op 7 (1905) dédié à Christian Sinding
- Alexi Matchavariani
  - Concerto pour violoncelle
- Nikolaï Miaskovski
  - Concerto pour violoncelle et orchestre en ut mineur, op. 66 (1944-45) dédié à Sviatoslav Knouchevitski (1908-1963)
- Darius Milhaud
  - Concerto pour violoncelle et orchestre n°1, op. 136 (1934)
  - Concerto pour violoncelle et orchestre n°2, op. 255 (1945)
  - Suite cisalpine sur des airs populaires piémontais pour violoncelle et orchestre, op. 332 (1954)
- Aaron Minsky
  - The Conqueror, concerto pour violoncelle et orchestre en la mineur, VC - 203 (2013)
  - Summer Haze, concerto pour violoncelle et orchestre à cordes (percussions optionnelles) en ré majeur (2016)
- Ernst John Moeran
  - Concerto pour violoncelle et orchestre (1945) dédié à Peers Coetmore
- Bernhard Molique (1802-1869)
  - Concerto pour violoncelle et orchestre en ré Majeur Op 45 (1853) dédié à Carlo Alfredo Piatti
- Emánuel Moór
  - Concerto pour violoncelle et orchestre n°1, op. 61 (1905), dédié à Marguerite Caponsacchi
  - Concerto pour deux violoncelles et orchestre, op. 69 (1906-1907), dédié à Pablo Casals et Guilhermina Suggia
- Georg Mathias Monn
  - Concerto pour violoncelle et orchestre en sol mineur
  - Concerto pour clavecin et orchestre en ré majeur, transcrit pour violoncelle par Arnold Schönberg
- Joseph Muntz-Berger (1769-1844)
  - Concerto pour violoncelle et orchestre en sol Majeur (n°2) Op 34
- Karl Mysligowski (mort en 1774)
  - Concerto pour violoncelle et orchestre en ut Majeur
  - Concerto pour violoncelle et orchestre en fa Majeur
  - Concerto pour violoncelle et orchestre en fa Majeur

### N
- Franz Neruda
  - Concerto pour violoncelle et orchestre n°1 en mi mineur Op 57 (1884)
  - Concerto pour violoncelle et orchestre n°2 en ré mineur Op 59 (1889) dédié à Karl Davidov
  - Concerto pour violoncelle et orchestre n°3 en la Majeur Op 60 (1887)
  - Concerto pour violoncelle et orchestre n°4 en la mineur Op 61 (1882)
  - Concerto pour violoncelle et orchestre n°5 en sol Majeur Op 66 (1888)
- August Nölck (1862-1928)
  - Concerto pour violoncelle et orchestre en ré mineur Op 108 (1905)
  - Concerto pour violoncelle et orchestre en la mineur Op 130a (1912)

### O
- Maurice Ohana
  - Concerto pour violoncelle (1990)

### P
- Arvo Pärt
  - Pro et Contra, concerto pour violoncelle et orchestre (1966)
- Stephen Paxton (1734-1787)
  - Concerto pour violoncelle et orchestre en sol Majeur
- Krzysztof Penderecki
  - Concerto pour violoncelle et orchestre n°1 (1972)
  - Concerto pour violoncelle et orchestre n°2 (1982)
- Hans Pfitzner
  - Concerto pour violoncelle et orchestre en sol Majeur Op 42 (1935) dédié à Gaspar Cassado
  - Concerto pour violoncelle et orchestre en la mineur Op 52 (1943) dédié à Ludwig Hoelscher
- Carlo Alfredo Piatti (1822-1901)
  - Concerto pour violoncelle et orchestre n°1 en si bémol Majeur Op 24 (1872)
  - Concerto pour violoncelle et orchestre n°2 en ré mineur Op 26
- Willem Pijper
  - Concerto pour violoncelle et orchestre (1936)
- Edward Joshua Pimentel Ojeda (né en 2002)
  - Concerto pour violoncelle et orchestre n°1 en la mineur Op 101 (2018-19) dédié à Georgina Betancourt
  - Concerto pour violoncelle et orchestre n°2 en fa Majeur Op 102 (2018-19)
- Cyril Plante (né en 1975)
  - Concerto pour violoncelle et orchestre Op 258 (2020-21) dédié à Kevin Hekmatpanah
- Nicolas-Joseph Platel
  - Concerto pour violoncelle et orchestre n°1 Op 3
  - Concerto pour violoncelle et orchestre n°4 en ré mineur dédié à M. Conet de Grez
- Giovanni Benedetto Platti
  - 28 concertos pour violoncelle et quatuor à cordes ou autre accompagnement à cordes, parfois trio à cordes (2 violons et violoncelle), parfois un violone au lieu d'un alto, tous avec basse continue

- Ignace Joseph Pleyel
  - Concerto pour violoncelle et orchestre en ut Majeur, B 104
  - Concerto pour violoncelle et orchestre en ré Majeur, B 105
- Erich Plüss (né en 1962)
  - Concerto pour violoncelle et orchestre en la mineur (2015) dédié à Sebastian Wijnroks
- David Popper
  - Concerto pour violoncelle et orchestre n°1, Op 8 (1871) dédié à Julius Goltermann
  - Concerto pour violoncelle et orchestre n°2 en mi mineur Op 24 (1862 révision en 1879)
  - Concerto pour violoncelle et orchestre n°3 en sol Majeur Op 59 (1888)
  - Concerto pour violoncelle et orchestre n°4 en si mineur Op 72 (1900) dédié à Alfredo Carlo Piatti
- Sergueï Prokofiev
  - Concerto pour violoncelle et orchestre en mi mineur Op 58 (1933-38)
  - Symphonie concertante pour violoncelle et orchestre, Op 125 (révision de l'Op 58)

### R
- Joachim Raff
  - Concerto pour violoncelle et orchestre n°1 en ré Majeur Op 193 (1874) dédié à Friedrich Grützmacher
- Günter Raphael
  - Concerto pour violoncelle et orchestre en ré mineur Op 24 (1930) dédié à Eva Heinitz
- Georg Wilhelm Rauchenecker
  - Concerto pour violoncelle et orchestre en ré mineur (1904) dédié à Henri Son
- Einojuhani Rautavaara
  - Concerto pour violoncelle et orchestre n°1 (1968)
  - Towards the Horizon, concerto pour violoncelle et orchestre n°2 (2010)

- Joseph Reicha
  - Concerto pour violoncelle et orchestre en la Majeur
  - Concerto pour violoncelle et orchestre en ré Majeur
  - Concerto Concertant, Op 3
- Carl Reinecke
  - Concerto pour violoncelle et orchestre en ré mineur Op 82 (1864) dédié à Friedrich Grützmacher
- Jérémie Rhorer
  - Concerto pour violoncelle (2014), dédié à Jérôme Pernoo
- Oskar Rieding
  - Concerto pour violon et orchestre n°2, op. 35 (1909) arrangé pour violoncelle
- Julius Rietz
  - Concerto pour violoncelle et orchestre en mi Majeur Op 16 (1844)
- Hayden Roberts (né en 2004)
  - Concerto pour violoncelle et orchestre n°1 en ré Majeur (2019)
- Bernhard Romberg
  - Concerto pour violoncelle et orchestre n°1 Op 2
  - Concerto pour violoncelle et orchestre n°2 Op 3 dédié à Simon Chenard
  - Concerto pour violoncelle et orchestre n°3 en sol Majeur Op 6
  - Concerto pour violoncelle et orchestre n°4 en mi mineur Op 7 (1822) dédié à son père
  - Concerto pour violoncelle et orchestre n°5 en fa dièse mineur Op 30 (1820) dédié à Richard Parrish
  - Concerto pour violoncelle et orchestre n°6 en fa Majeur Op 31 (1820)
  - Concerto pour violoncelle et orchestre n°7 en ut Majeur Op 44 (1826) dédié au Comte Mathieu Wielhorsky (1794-1866)
  - Concerto pour violoncelle et orchestre n°8 en la Majeur Op 48 (1829) dédié à Adolph Meinhard
  - Concerto pour violoncelle et orchestre n°9 (1836)
  - Concerto pour violoncelle et orchestre n°10 en mi Majeur Op 75 (1871) dédié à Friedrich Grützmacher
- Albert Roussel
  - Concertino pour violoncelle et orchestre, op. 57 (1936)
- Anton Rubinstein
  - Concerto pour violoncelle et orchestre n°1 en la mineur Op 65 (1864)
  - Concerto pour violoncelle et orchestre n°2 en ré mineur Op 96 (1875) dédié à Alfredo Carlo Piatti

### S
- Camille Saint-Saëns
  - Concerto pour violoncelle et orchestre n°1 en la mineur, Op 33 (1872)
  - Concerto pour violoncelle et orchestre n°2 en ré mineur, Op 119 (1902) dédié à Joseph Hollman
- Aulis Sallinen
  - Concerto pour violoncelle, op. 44 (1977)
- Esa-Pekka Salonen
  - Concerto pour violoncelle (2017)
- Fazıl Say
  - Never give up, concerto pour violoncelle (2017), créé à Paris le 3 avril 2018 par Camille Thomas
- Ahmet Adnan Saygun
  - Concerto pour violoncelle, op. 74 (1987)
- Arnold Schönberg
  - Concerto pour violoncelle et orchestre en ré majeur (1932-1933), transcrit depuis le concerto pour clavecin et orchestre de Georg Mathias Monn, dédié à Pablo Casals
- Carl Schröder (1848-1935)
  - Concerto pour violoncelle et orchestre n°2 en la mineur Op 36 (1877) dédié à Bernhard Cossmann (1822-1910)
- Carl Schuberth (1811-1863)
  - Concerto pour violoncelle et orchestre n°1, Op 5 (1841) dédié à Mathieu Wielhorski (1794-1866)
- Robert Schumann
  - Concerto pour violoncelle et orchestre en la mineur, Op 129 (1850)
- Ary Schuyer (1881-1941)
  - Concerto pour violoncelle et orchestre en la mineur (1913)
- Alfred Schnittke
  - Concerto pour violoncelle et orchestre n°1
  - Concerto pour violoncelle et orchestre n°2
- Cyril Scott
  - Concerto pour violoncelle, op. 19 (1902)
  - Philomel, pour violoncelle et orchestre (vers 1925)
  - The Melodist and the Nightingale, pour violoncelle et orchestre (1929)
  - Concerto pour violoncelle (1937)
- Adrien-François Servais
  - Concerto pour violoncelle et orchestre en si mineur pour violoncelle et piano (ou orchestre), op. 5 (1834) dédié au Roi Guillaume II
  - Concerto militaire en ut mineur pour violoncelle et piano (ou orchestre), op. 18
  - Concerto en la mineur pour violoncelle et piano (ou orchestre), op. posth.
- Tengiz Shavlokhashvili
  - Concerto pour violoncelle
- Daniel Léo Simpson (né en 1959)
  - Concerto pour violoncelle et orchestre en ré Majeur (1996)
- Hans Sitt
  - Concerto pour violoncelle et orchestre n°1 en la mineur Op 34 (1890) dédié à Julius Klengel
  - Concerto pour violoncelle et orchestre n°2 en ré mineur Op 38 (1891) dédié à Alwin Schröder (1855-1928)
- William Henry Squire
  - Concerto pour violoncelle et piano, pourrait être un arrangement du Concerto pour hautbois et orchestre en sol mineur de Georg Friedrich Haendel
- Carl Stamitz
  - Concerto pour violoncelle et orchestre n°1 en sol Majeur
  - Concerto pour violoncelle et orchestre n°2 en la Majeur (1786-87) dédié à Friedrich Wilhelm II
  - Concerto pour violoncelle et orchestre n°3 en ut Majeur
  - Concerto pour violoncelle et orchestre en ré Majeur
- Julius Stahlknecht (1817-1892)
  - Concerto pour violoncelle et orchestre en ré mineur Op 14 (1867) dédié à Gilbert de Poulton Nicholson

- Franz Strigl (actif entre 1880 et 1909)
  - Concerto pour violoncelle et orchestre en si bémol Majeur, Op 13 (1890 ?)
- Arthur Sullivan
  - Concerto pour violoncelle et orchestre en ré Majeur
- Johan Svendsen
  - Concerto pour violoncelle et orchestre en ré Majeur Op 7 (1870) dédié à Emil Hegar (1843-1921)
- Jules de Swert (1843-1891)
  - Concerto pour violoncelle et orchestre n°1 en ré mineur Op 32 (1874) dédié à Léopold II
  - Concerto pour violoncelle et orchestre n°2 en ut mineur Op 38 (1878) dédié à Charles Ier (Roi de Württemberg)

### T
- Michel Tabachnik
  - Sumer, concerto pour violoncelle et orchestre dédié à Gautier Capuçon
- Otar Taktakishvili
  - Concerto pour violoncelle et orchestre en ré mineur n°1 (1947)
  - Concerto pour violoncelle et orchestre en ré majeur n°2 (1977)
- Alexandre Tansman
  - Concerto pour violoncelle et orchestre à Charles Reneau (1963)
- Giuseppe Tartini
  - Concerto pour violoncelle et orchestre en la Majeur
  - Concerto pour violoncelle et orchestre en ré Majeur, GT 1 D34
- Ferdinand Thieriot
  - Concerto pour violoncelle et orchestre n°1 en fa Majeur Op 97 (1915)
- Paul Tortelier
  - Deux concertos pour violoncelle
  - Concerto pour deux violoncelles et orchestre (qu'il jouait avec sa femme)
- Jean Balthasar Tricklir
  - Concerto pour violoncelle et orchestre en si bémol Majeur
  - Concerto pour violoncelle et orchestre en mi Majeur Op 1 dédié au Prince de Prusse
  - Concerto pour violoncelle et orchestre en fa Majeur Op 1 dédié au Prince de Prusse
  - Concerto pour violoncelle et orchestre en ut Majeur Op 1 dédié au Prince de Prusse
  - Concerto pour violoncelle et orchestre en sol Majeur Op 2 (1783) dédié au Prince régnant de Fuerstenberg
  - Concerto pour violoncelle et orchestre en ré Majeur Op 2 (1783) dédié au Prince régnant de Fuerstenberg
  - Concerto pour violoncelle et orchestre en la Majeur Op 2 (1783) dédié au Prince régnant de Fuerstenberg
- Arnold Trowell
  - Concerto nº 1 en ré mineur, pour violoncelle et orchestre Op. 33 (1909)
  - Concerto nº 2 en mi mineur, pour violoncelle et orchestre Op. 55
  - Concerto nº 3 en si mineur, pour violoncelle et orchestre Op. 46
  - Concerto nº 4 en sol mineur, pour violoncelle et orchestre Op. 59
  - Concerto nº 5 en la mineur, pour violoncelle et orchestre Op. 68
  - Concerto nº 6 en ut mineur, pour violoncelle et orchestre Op. 73
- Sulkhan Tsintsadze
  - Concerto pour violoncelle n°1 (1947)
  - Concerto pour violoncelle n°2 (1964)
  - Concerto pour violoncelle n°3 (1973)
  - Concertino pour violoncelle (1976)

### V
- Henri Vieuxtemps
  - Concerto pour violoncelle et orchestre n°1 Op 46 (1876) dédié à Guillaume III
  - Concerto pour violoncelle et orchestre n°2 en si mineur Op 50 (1883) dédié à Joseph Servais (1850-1885)
- Dan Visconti
  - Tangle Eye, concerto pour violoncelle et orchestre (2017) dédié à Inbal Segev
- Antonio Vivaldi
  - Au moins 25 concertos pour violoncelle et orchestre (RV 398 / 400-408 / 410-424)
- Robert Volkmann
  - Concerto pour violoncelle et orchestre en la mineur, op. 33 (1858), arrangé par Hugo Becker

### W
- William Walton
  - Concerto pour violoncelle et orchestre (1956)
- Huw Watkins
  - Concerto pour violoncelle et orchestre (2016)
- John Webber (né en 1949)
  - Concerto pour violoncelle et orchestre (2010) dédié à Bryan Burdett
- Mieczysław Weinberg
  - Concerto pour violoncelle et orchestre en ut mineur (1948), dédié à Mstislav Rostropovitch et créé par ce dernier le 9 janvier 1957
- Felix Weingartner
  - Concerto pour violoncelle et orchestre en la mineur Op 60
- Charles-Marie Widor
  - Concerto pour violoncelle et orchestre en mi mineur Op 41 (1877) dédié à la Comtesse de Beaumont-Castries
- John Williams
  - Concerto pour violoncelle et orchestre (1994), créé par Yo-Yo Ma
- Paul Anton Winneberger (1758-1821)
  - Concerto pour violoncelle et orchestre en mi Majeur
  - Concerto pour violoncelle et orchestre en mi bémol Majeur
  - Concerto pour violoncelle et orchestre en sol mineur
- Friedrich Witt
  - Concerto pour violoncelle et orchestre en ut Majeur
- Bruce Wolosoff
  - Concerto pour violoncelle et orchestre (2018)
- Paul Wranitzky
  - Concerto pour violoncelle et orchestre en ut Majeur Op 27 dédié au Comte Joseph Odrivgz Siedlnicki

### Y
- Isang Yun
  - Concerto pour violoncelle et orchestre (1975-76)

### Z
- Bernd Alois Zimmermann
  - Concerto pour violoncelle et orchestre (1965-66)
- Wim Zwaag (né en 1960)
  - Concerto pour violoncelle et orchestre (2003)

### Sélection d'autres œuvres concertantes
| - Ludwig van Beethoven - Triple Concerto pour piano, violon et violoncelle en do majeur - Ernest Bloch - Schelomo, Rhapsodie hébraïque pour violoncelle et grand orchestre - Johannes Brahms - Double Concerto en la mineur pour violon et violoncelle, op. 102 - Benjamin Britten - Symphonie pour violoncelle (1963) - Max Bruch - Kol Nidrei - Jean Cras - Légende pour violoncelle et orchestre - Edison Denisov - Tod ist ein langer Schlaf (La Mort est un long sommeil) — Variations sur un canon de Haydn pour violoncelle et orchestre, 1982 - Théodore Dubois - Andante cantabile pour violoncelle & orchestre - Fantaisie-Stück pour violoncelle & orchestre - Antonín Dvořák - Rondo en sol mineur, op. 94, 1893 - Klid (en), op. 68, no 5 - Gabriel Fauré - Elégie pour violoncelle et orchestre op. 24 | - Philip Glass - Double concerto pour violon, violoncelle et orchestre, 2010 - Joseph Haydn - Symphonie concertante pour hautbois, basson, violon et violoncelle - Olivier Messiaen - Concert à quatre (en) pour piano, violoncelle, flûte et hautbois (1990–1992) - Camille Pépin - The Sound of Trees, double concerto pour clarinette, violoncelle et orchestre, 2019 - Guy Ropartz - Rhapsodie pour violoncelle et orchestre, 1928 - Richard Strauss - Don Quichotte, op. 35 - Alexandre Tansman - Fantaisie pour violoncelle et orchestre à Gregor Piatigorsky, 1936 - Piotr Ilitch Tchaïkovski - Variations sur un thème rococo, op. 33 - Louis Thirion - Chant sans parole no 2 pour violoncelle et orchestre, 1902 - Antonio Vivaldi - Double Concerto pour violoncelle, basson et cordes en mi mineur, RV 409 - Double Concerto pour deux violoncelles en mi mineur, RV 531 |